# وسام الجعفري
وسام ربحي خضر الجعفري هو مخرج وصانع أفلام فلسطيني ولد في مخيم الدهيشة للاجئين، درس الإنتاج الفيلمي في جامعة دار الكلمة للفنون والثقافة، عمل على العديد من الأفلام الروائية والتجريبية منها فيلم أمبيانس الذي عُرض ونال المركز الثالث لفئة الأفلام القصيرة في مهرجان كان السينمائي في مسابقة سيني فاونديشن لعام 2019، وفاز بجائزة يوسف شاهين في مسابقة سينما الغد للأفلام القصيرة في مهرجان القاهرة السينمائي الدولي في دورته الـ41. كما عمل في العديد من الأفلام الطويلة والقصيرة كمساعد مخرج ومهندس صوت ومدير مواقع، وعلى الرغم من الصعوبات التي يواجهها اللاجئون يوميًا، استطاع الجعفري من خلال فيلمه امبيانس تغيير الصورة النمطية عن مخيمات اللاجئين ببساطة وبدراما ساخرة عبثية، كما نال الجائزة الثالثة في مسابقة الأفلام القصيرة في باريس، وينافس فيلمه الجديد "ع البحر" في مهرجان مالمو للسينما العربية في دورته الـ12، بعد مشاركته في مهرجان البحر الأحمر في دورته الأولى وعدة مهرجانات دولية ومحلية.
يعتبر وسام أول فلسطيني يتم اختياره للمشاركة في سيني فاونديشن، وهي حاضنة للمواهب الجديدة في مهرجان كان السينمائي.

## المرجع
1. ↑  University، Dar al-Kalima. "وسام الجعفري خريج دار الكلمة الجامعية يفوز بالمركز الثالث في مهرجان كان السينمائي الدولي". www.daralkalima.edu.ps. مؤرشف من الأصل في 2024-08-13. اطلع عليه بتاريخ 2024-08-07.
2. ↑  "الفيلم الفلسطيني "ع البحر" ينافس في مهرجان مالمو للسينما العربية". وكالة وفا. مؤرشف من الأصل في 2024-08-07. اطلع عليه بتاريخ 2024-08-07.
3. ↑  Solutions، Optimal. "مخرج فلسطيني يفوز بالمركز الثالث لفئة الأفلام القصيرة بمهرجان "كان" السينمائي". مجلة جنى. مؤرشف من الأصل في 2024-08-13. اطلع عليه بتاريخ 2024-08-06.
4. ↑  "الفلسطيني وسام الجعفري يفوز في "كانّ" بجائزة للفيلم القصير". مؤرشف من الأصل في 2024-08-13.
5. ↑  "خمسة أفلام على موقع مؤسّسة الفيلم الفلسطينيّ: غزّة تحت القصف... المقاومة بكلّ أشكالها". مؤرشف من الأصل في 2024-08-06.
6. ↑  "المخرج الفلسطيني وسام الجعفري: الوصول إلى "كان" أهم من الفوز بجوائزه". العين الإخبارية. 24 مايو 2019. مؤرشف من الأصل في 2024-08-06. اطلع عليه بتاريخ 2024-08-06.